# Ein König Lear der Steppe

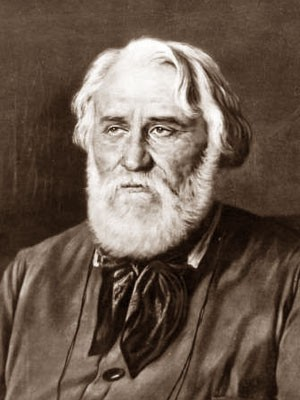
Iwan Turgenew in den 1870er Jahren

Ein König Lear der Steppe, auch Ein König Lear des Dorfes und Ein König Lear aus dem Steppenland (russisch Степной король Лир, Stepnoi korol Lir), ist eine Novelle des russischen Schriftstellers Iwan Turgenew, die im Oktober 1870 im Westnik Jewropy erschien. 1873 kam bei E. Behre in Mitau die Übertragung ins Deutsche heraus.

## Titel, Zeit und Ort
Fabel und Protagonisten erinnern an Shakespeare: Ein Vater – ein gewisser Martyn Petrowitsch Charlow – vererbt sein Gut voreilig an die Töchter, wird schließlich aus dem Hause gejagt und stirbt als verzweifelter Rächer.
Charlow – ein Hüne von Gestalt, ausgestattet mit Bärenkräften – war anno 1812 dabei, als die Russen die Vertreibung der Franzosen aus Russland in die Wege leiteten. Erzählt wird die Geschichte von Dmitri Semjonowitsch, einem Gutsnachbarn Charlows. Der erwachsene Erzähler war zur erzählten Zeit fünfzehn Jahre alt.
Obwohl sich der Titel Ein König Lear der Steppe durchgesetzt hat, liegt eine Dorfgeschichte vor. Nach Schwarz soll sich das tragische Geschehen in der Nachbarschaft von Spasskoje-Lutowinowo, dem Gutshof von Turgenjews Mutter im Gebiet Orjol, tatsächlich zugetragen haben.

## Inhalt
Charlow hatte zehn Jahre vor der Geburt des Erzählers dessen Mutter Natalja Nikolajewna bei einem Unfall mit ihrer Kutsche das Leben gerettet. Seitdem hatte sich die Gutsbesitzerin um ihren Nachbarn Charlow gekümmert; hatte den seinerzeit 40-Jährigen mit Margarita Timofejewna verheiratet. Aus der Ehe waren zwei Töchter hervorgegangen – Anna und Jewlampija. Charlows Frau Margarita war verstorben. Natalja hatte auch einen gewissen Wladimir Wassiljewitsch Sljotkin gefördert und später mit Anna verheiratet. Für Jewlampija – die jüngere der beiden Schwestern – hatte Natalja einen Mann aus ihrer Nachbarschaft im Visier, den verarmten, dümmlichen  Major a. D. Gawrila Fedulytsch Shitkow. Natalja hatte sogar Charlows Schwager Timofejewitsch Bytschkow – genannt Souvenir – in ihrem Hause aufgenommen. Der Narr und elende Schmarotzer Souvenir freut sich diebisch, wenn er den Schwager Charlow bis aufs Blut peinigen kann.
Charlow eröffnet der ihm wohlgesinnten Natalja, bevor es mit ihm ans Sterben geht, wolle er seine dreihundert Deßjatinen Land den Töchtern vermachen. Natalja rät dem Freund dringend ab. Anna sei hochmütig und Jewlampija auch nicht sonderlich sanftmütig.
Charlow lässt sich nicht bereden und unterschreibt die Schenkungsurkunde.
Obwohl sich beide Töchter hernach als undankbar erweisen, bleibt der tief gekränkte Charlow dabei: Seine Töchter werden ihm stets gehorchen.
Annas Ehemann Sljotkin herrscht auf dem Gutshofe; vertreibt Jewlampijas Freier Shitkow und lässt Jewlampija nach seiner Pfeife tanzen. Natalja liest ihrem Protegé Sljotkin die Leviten, kann aber letztendlich nichts ausrichten.
Der Erzähler Dmitri stellt Sljotkin zur Rede, bekommt jedoch zur Antwort, Charlow sei kindisch geworden.
Als Charlow von Sljotkin und Anna verjagt wird, findet er bei Natalja Unterschlupf und wird von seinem Schwager Souvenir unablässig verhöhnt.
Daraufhin geht Charlow zu seinen Kindern zurück, steigt auf den Dachboden und beginnt mit der Zerstörung des Gutshauses, das er mit eigenen Händen erbaut hat. Als der Hüne zwei Dachsparren abreißt, stürzt er ab und wird vom herabfallenden Firstbalken zerschmettert. Nur Jewlampija bereut. Trotzdem – die „Trauer“ der Töchter des Toten nimmt der Erzähler Dmitri als Verlegenheitsgeste wahr.
Jewlampija schenkt ihr Erbe der Schwester Anna sowie deren Mann Sljotkin, verlässt mit ein wenig Geld die Gegend und avanciert zum äußerst gebieterischen Oberhaupt der Chlysty, einer Sekte der Selbstgeißler.
Fünfzehn Jahre später: Der Erzähler Dmitri kehrt – aus Moskau anreisend – nach dem Tode der Mutter auf sein Gut zurück. Der unaufschiebbare Reisegrund – es geht um die Grenzen zwischen den Gütern. Dmitri muss also mit den Gutsnachbarn verhandeln. Sljotkin ist verstorben. Die Gerüchteküche brodelt – die Witwe Anna, sie hat zwei bildhübsche Töchter und einen prächtigen Jungen, habe ihren Mann vergiftet. Dmitri beobachtet bei den genannten Verhandlungen eine ruhige, würdevolle Anna, die weder eigensinnig noch habgierig argumentiert. Im Gegenteil, ihre durchdacht-logischen Einwürfe werden zuletzt von allen Gutsbesitzern akzeptiert.

## Verfilmung
- 1976 Sowjetunion: Ein König Lear der Steppe – Hörfunk- und TV-Fassung von  Anatoli Alexandrowitsch Wassiljew[2] mit Andrei Alexejewitsch Popow[3] als Charlow.[4]

## Deutschsprachige Ausgaben
- Ein König Lear aus dem Steppenland. Erzählung, S. 227–326 in: Iwan Turgenew: Gesammelte Werke. Bd. 4. Rauch. Ein König Lear aus dem Steppenland. Herausgegeben und aus dem Russischen übertragen von Johannes von Guenther. 331 Seiten Aufbau-Verlag, Berlin 1952.
- Ein König Lear der Steppe. Deutsch von Ena von Baer, S. 359–451 in: Iwan Turgenew: Erste Liebe und andere Novellen. Mit Nachwort von Friedrich Schwarz. Dieterich’sche Verlagsbuchhandlung, Leipzig 1968 (3. Aufl.)

Verwendete Ausgabe:
- Iwan Turgenew: Ein König Lear der Steppe. Novelle. Übertragen von Ena von Baer. 93 Seiten. Insel-Bücherei Nr. 702. Insel-Verlag, Leipzig 1962 (Lizenzgeber: Dieterich’sche Verlagsbuchhandlung)